# Saunau Corona
Saunau Corona est une corona, formation géologique en forme de couronne, située sur la planète Vénus par -1,3° S et 173° E. Elle est localisée dans le quadrangle de Diana Chasma. Elle a été nommée en référence à Saunau, déesse abkhaze du grain. 

## Géographie et géologie
Saunau Corona couvre une surface circulaire d'environ 200 km de diamètre. 